# Jaroslav Josef Polívka
Jaroslav Josef Polívka (20. dubna 1886 Královské Vinohrady – 9. února 1960 Berkeley, Kalifornie, USA) byl český stavební inženýr, který v letech 1946 až 1959 spolupracoval s americkým architektem Frankem Lloydem Wrightem.

## Život
Narodil se na Královských Vinohradech v roce 1886. Studoval stavební inženýrství na Technické škole a na Spolkové vysoké technické škole v Curychu (ETH). Svůj doktorát získal na Vysoké technické škole v roce 1917 v Praze.
Po vojenské službě v první světové válce si otevřel svou konzultační kancelář v Praze. Polívka byl odborník na analýzu namáhání v železobetonových konstrukcích, pro kterou používal foto-elastickou metodu. V Praze pracoval s Josefem Havlíčkem na stavbách Palác Habich (Praha 1, Štěpánská 33, 1927–1928) a Palác Chicago (Praha 1, Národní tř. 32, 1925–1927).
Navrhl pro Jaromíra Krejcara ocelovou konstrukci československého pavilonu pro světovou výstavu 1937 v Paříži a pro Kamila Roškota konstrukci pro československý pavilon pro světovou výstavu v New Yorku v roce 1939. Po německé okupaci se Polívka vystěhoval do Spojených států a stal se profesorem na Kalifornské universitě v Berkeley. Se svým synem Milošem přeložili ze španělštiny do angličtiny knihu španělského stavebního inženýra Eduardo Torroja 'Philosophy of Structures' která vyšla v roce 1958.
Od roku 1946 až do úmrtí Frank Lloyd Wrighta v roce 1959 spolupracovali na několika projektech. Bylo to celkem sedm projektů, z nichž dva byly realizovány. Jeden byl Research Tower pro závod S. C. Johnson and Son v Racine, Wisconsin (1946–51) a druhý známé Guggenheimovo muzeum v New Yorku (1946–1959). Wright se domníval, že bude muset umístit sloupy na okraji točité rampy. Polívka vyřešil konstrukci výtečně bez podpory sloupů. Další důležitý projekt byl návrh železobetonového mostu Butterfly Bridge pro jižní přejezd sanfranciského zálivu.
Archiv prací a korespondence jsou uloženy v knihovně University v Buffalo, The State University of New York v Buffalu, která také pořádala výstavu o Wrightovi a Polívkovi v letech 2000 až 2001.